# Galeopsis speciosa
La canapetta screziata (nome scientifico Galeopsis speciosa Mill., 1768) è una piccola pianta erbacea annuale appartenente alla famiglia Lamiaceae.

## Etimologia
Linneo nel 1753 nel creare il nome generico di queste piante ha pensato indubbiamente alla forma di “elmo” del labbro superiore della corolla. Galeopsis è un antico nome greco/latino (derivato da "galea" = casco) già usato da Gaio Plinio Secondo (Como, 23 – Stabiae, 25 agosto 79]), scrittore, ammiraglio e naturalista romano, per qualche pianta simile alle ortiche. L'epiteto specifico (speciosa) significa "appariscente, di bell'aspetto" e fa riferimento ai colori della corolla.
Il nome scientifico della specie è stato definito per la prima volta dal botanico austriaco Wilibald Swibert Joseph Gottlieb von Besser  (1784-1842) nella pubblicazione "Primitiae Florae Galiciae Austriacae Utriusque - ii. 27. 1809" del 1809.

## Descrizione

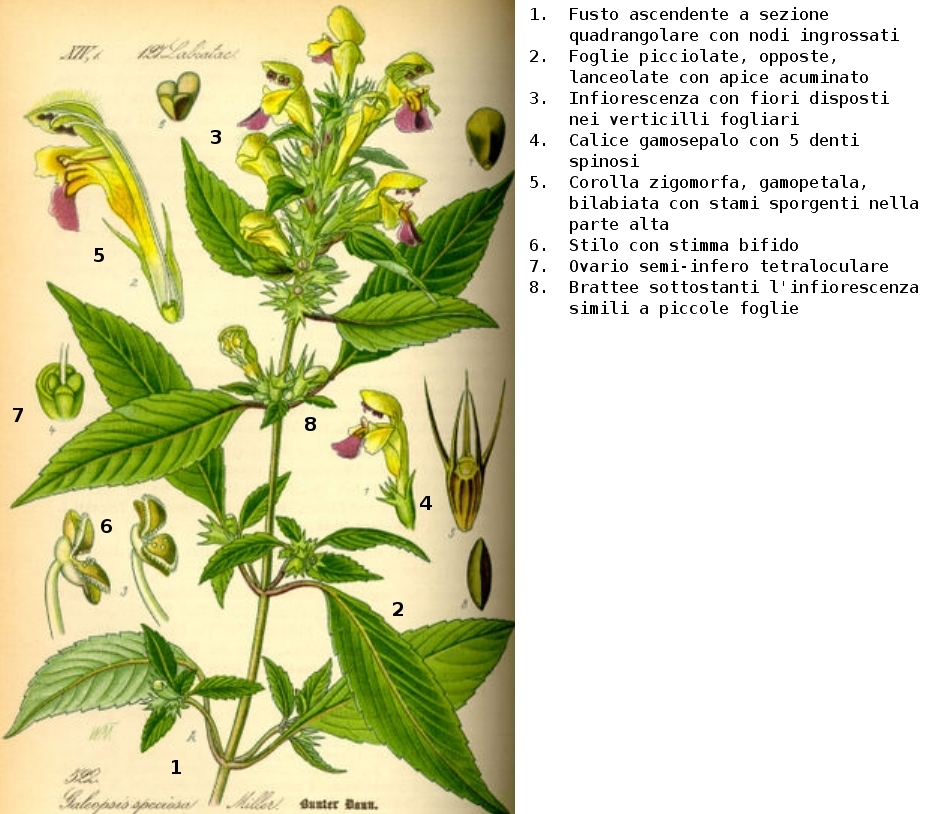
Descrizione delle parti della pianta

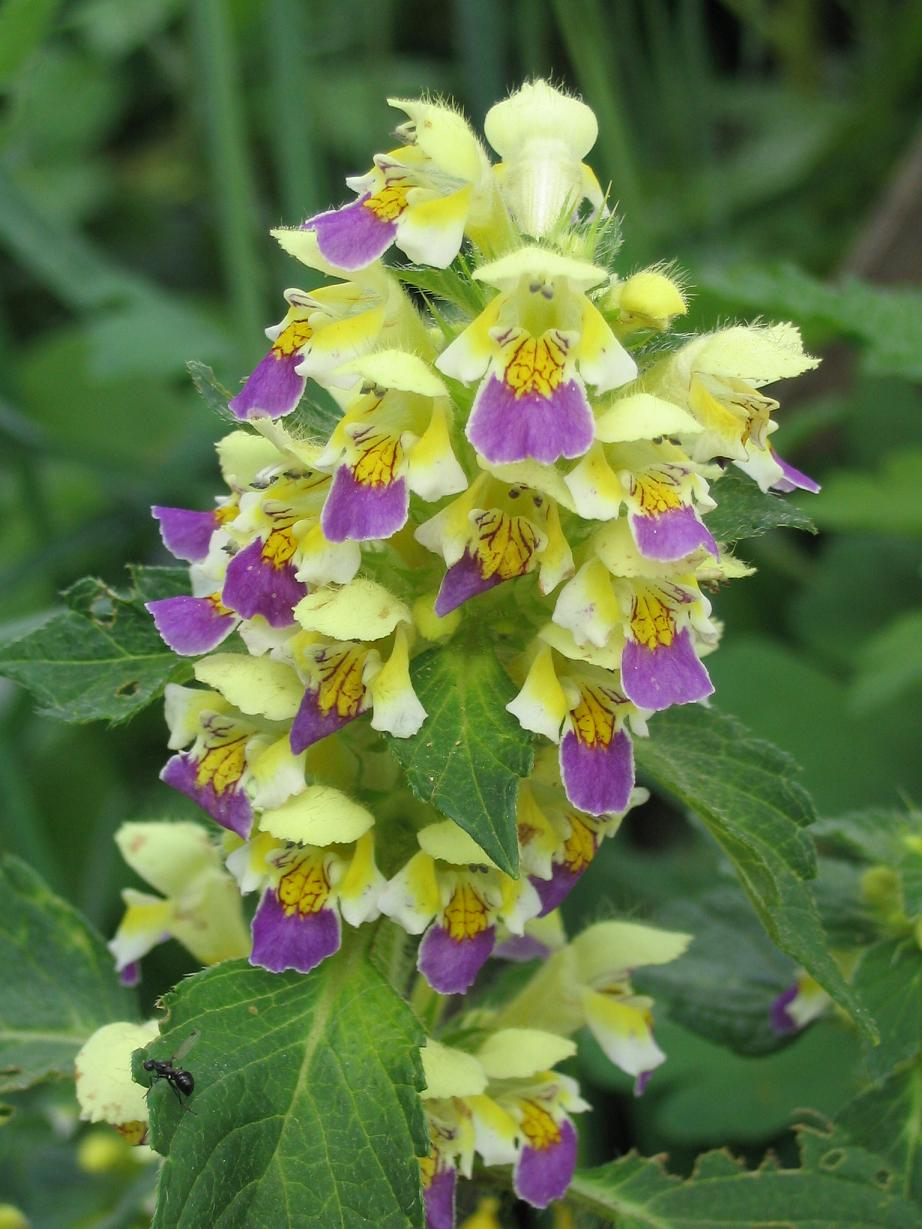
L'infiorescenza

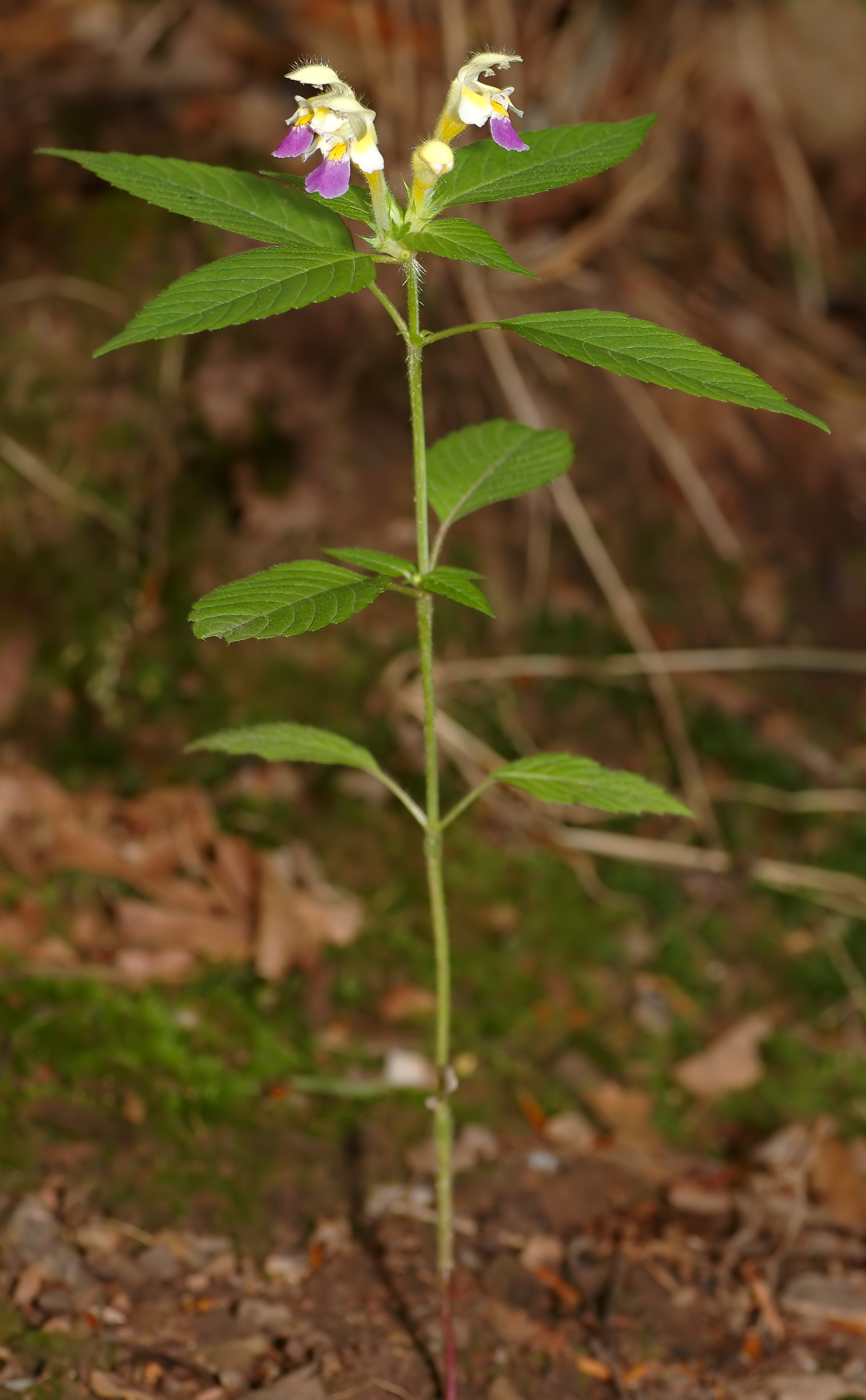
Le foglie

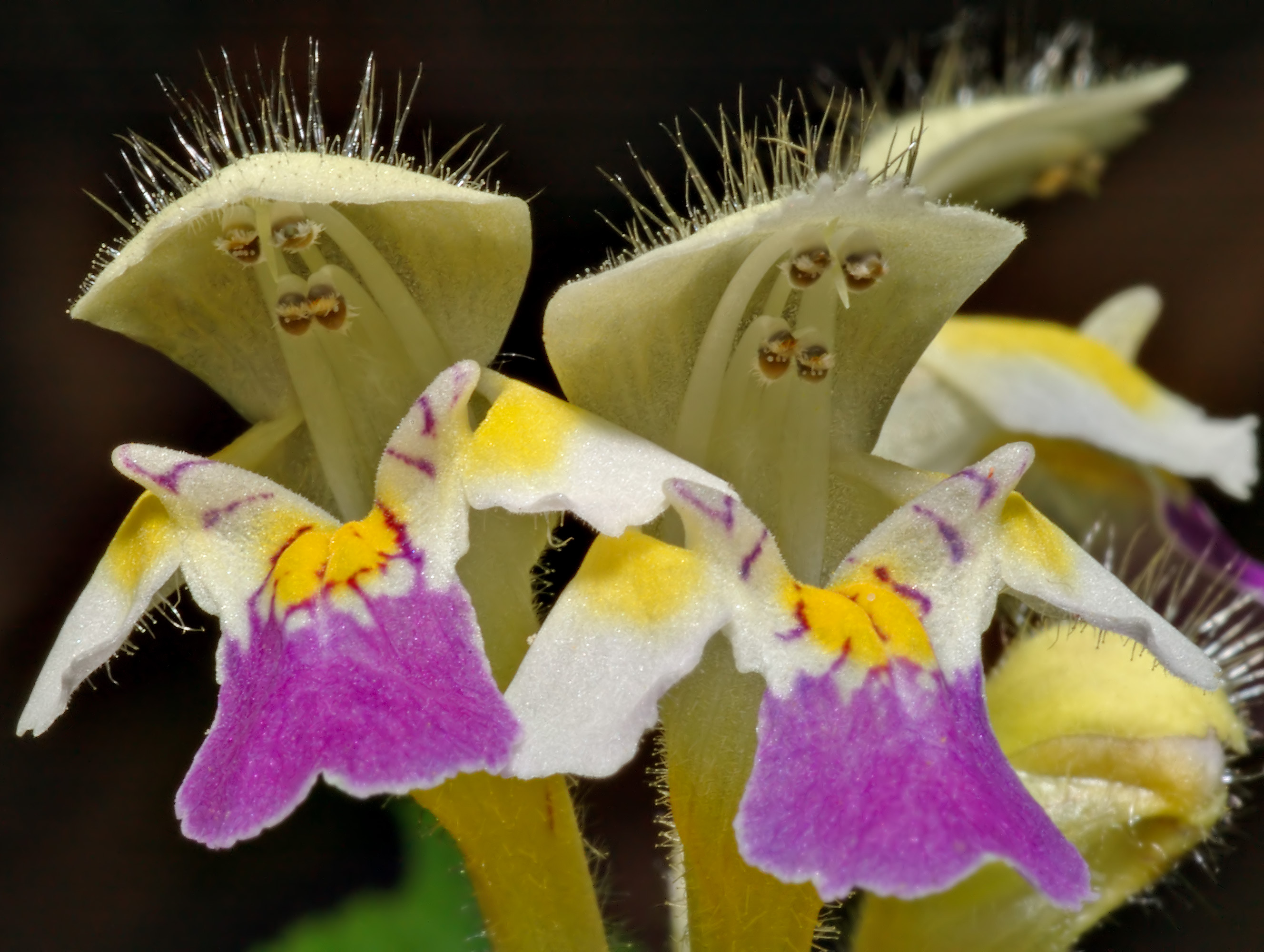
Il fiore

Questa specie di piante può raggiungere i 20 – 40 cm di altezza (massimo 1 metro). La forma biologica è terofita scaposa (T scap), ossia in generale sono piante erbacee che differiscono dalle altre forme biologiche poiché, essendo annuali, superano la stagione avversa sotto forma di seme e sono munite di asse fiorale eretto e spesso privo di foglie.

### Radici
La radice è del tipo a fittone.

### Fusto
Il fusto ha un portamento eretto-ginocchiato, ascendente a volte ramoso nella parte alta con nodi ingrossati (rigonfiamenti di tipo acquoso). La superficie è provvista di peli rigidi appressati e setole patenti. La sezione è tetragona a causa della presenza di fasci di collenchima posti nei quattro vertici, mentre le quattro facce sono concave.

### Foglie
Le foglie lungo il fusto sono disposte 2 a 2 in modo opposto e con verticilli alternati. La lamina picciolata a forma da ovata a lanceolata ha la base arrotondata o cuneata e apice acuminato. La superficie è sparsamente pubescente. I bordi sono provvisti di 7 - 9 denti per lato. Il colore della foglia è verde simile alle ortiche. Dimensione delle foglie: lunghezza del picciolo 1 – 3 cm; larghezza della lamina 2 – 3 cm; lunghezza della lamina 5 – 7 cm.

### Infiorescenza
L'infiorescenza è composta da 6 – 10 fiori raggruppati in verticillastri posti all'ascella di brattee simili a foglie ma più piccole (verticilli fogliari). L'asse dell'infiorescenza è ricoperto da peli ghiandolari neri. Sono presenti delle brattee da lineari a lanceolate simili alle foglie con base più o meno membranosa, margini ispidi e apice spinescente. Le brattee del verticillo superiore sono disposte in modo opposto. 

### Fiore
I fiori sono ermafroditi, zigomorfi (il calice è più o meno attinomorfo), tetraciclici (con i quattro verticilli fondamentali delle Angiosperme: calice– corolla – androceo – gineceo) e pentameri (calice e corolla sono formati da cinque elementi).
- Formula fiorale. Per questa specie la formula fiorale della famiglia è la seguente:[9][11]

X, K (5), [C (2+3), A 2+2], G (2), supero, drupa (4 nucole)
- Calice: il calice gamosepalo e sub-attinomorfo è strettamente campanulato a 10 nervi con 5 denti subspinosi. Dimensione del tubo calicino: 7 – 8 mm; lunghezza dei denti 4 – 5 mm.
- Corolla: la corolla zigomorfa e gamopetala è a forma tubolare; i 4[12]/5 petali sono completamente fusi nella tipica forma bilabiata di questa famiglia. All'apice la corolla si allarga per dare spazio a due labbra. I labbro superiore ha il margine intero (o denticolato), è villoso e la forma ricorda quella di un elmo. Il labbro inferiore è trilobo: quello centrale è retuso, bilobo o bifido fin dalla base; i due lobi laterali sono più piccoli. Il colore della corolla è giallo o giallastro (quasi biancastro) con macchie viola sul labbro inferiore. Le fauci della corolla sono prive dell'anello di peli presente invece in altri generi della famiglia delle Lamiaceae. Lunghezza della corolla: 20 – 35 mm.
- Androceo: l'androceo possiede quattro stami didinami e sporgenti dalla corolla e posizionati sotto il labbro superiore. I filamenti sono adnati alla corolla e leggermente pubescenti alla base. Le antere sono biloculari. Le teche sono più o meno distinte. La deiscenza è longitudinale per due valve. I granuli pollinici sono del tipo tricolpato o esacolpato.
- Gineceo: l'ovario (tetraloculare) è supero formato da 2 carpelli saldati (ovario bicarpellare). Lo stilo, inserito alla base dell'ovario (stilo ginobasico), ha lo stigma bifido.
- Fioritura: da luglio a settembre.

### Frutti
Il frutto è uno schizocarpo (tetrachenio) formato da quattro nucule obovoidi, arrotondate all'apice e glabre. Il colore è marrone.

## Riproduzione
- Impollinazione: l'impollinazione avviene tramite insetti (impollinazione entomogama) mediante ditteri, imenotteri, e lepidotteri (meno frequentemente).[8]
- Riproduzione: la fecondazione avviene fondamentalmente tramite l'impollinazione dei fiori (vedi sopra).
- Dispersione: i semi cadendo a terra sono dispersi soprattutto da insetti tipo formiche (disseminazione mirmecoria).

## Distribuzione e habitat

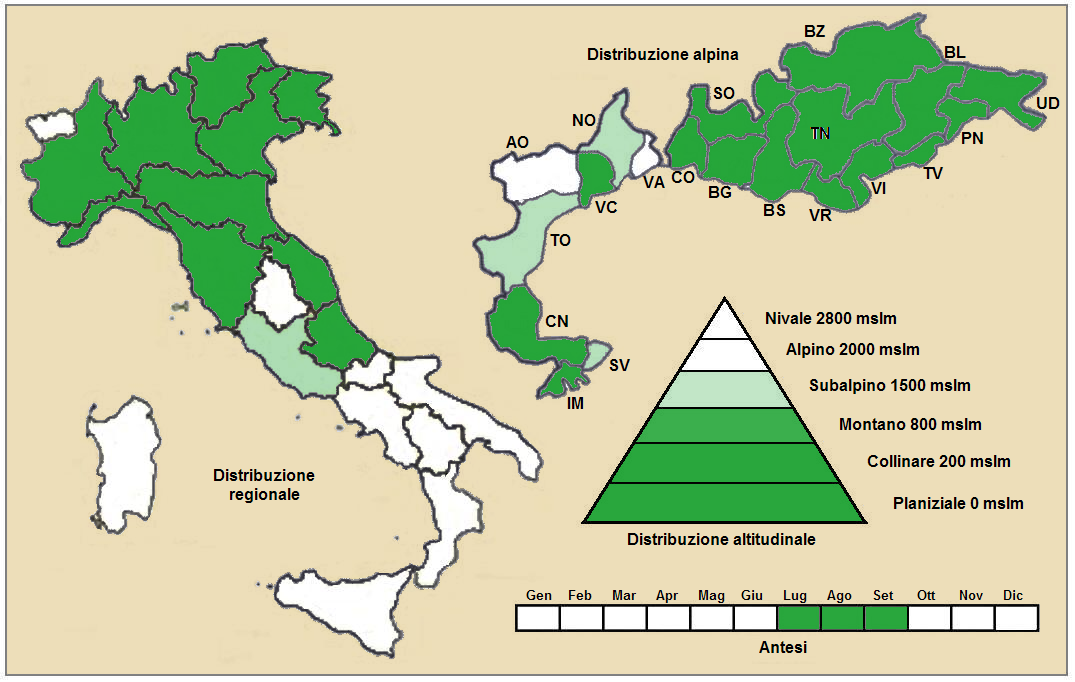
Distribuzione della pianta
(Distribuzione regionale – Distribuzione alpina)

- Geoelemento: il tipo corologico (area di origine) è Eurasiatico o anche Est Europeo.
- Distribuzione: in Italia è presente al Nord e al Centro. Nelle Alpi è presente soprattutto ad oriente. Fuori dall'Italia, sempre nelle Alpi, questa specie si trova in Francia (dipartimenti di Alpes-Maritimes, Drôme, Isère e Savoia), Svizzera (cantoni Ticino e Grigioni), Austria (tutti gli Länder) e Slovenia. Sugli altri rilievi europei collegati alle Alpi si trova nel Massiccio del Giura, Monti Balcani e Carpazi.[15] Nel resto dell'Europa si trova dalla Francia alla Russia.[16]
- Habitat: l'habitat tipico per questa specie sono i boschi, le radure, i cespuglieti, i coltivi, i margini dei sentieri e gli arbusteti meso-termofili. Il substrato preferito è calcareo ma anche siliceo con pH neutro, alti valori nutrizionali del terreno che deve essere umido.[15]
- Distribuzione altitudinale: sui rilievi queste piante si possono trovare fino a 1600 m s.l.m.; frequentano quindi i seguenti piani vegetazionali: collinare, montano e in parte quello subalpino (oltre a quello planiziale – a livello del mare).

### Fitosociologia
Dal punto di vista fitosociologico alpino Galeopsis speciosa appartiene alla seguente comunità vegetale:
- Formazione: comunità terofitiche pioniere nitrofile.
  - Classe: Stellarietea mediae
    - Ordine: Centaureetalia cyani
      - Alleanza: Panico-Setarion
        - Associazione: Eu-Polygono-Chenopodienion

## Tassonomia
La famiglia di appartenenza della specie (Lamiaceae), molto numerosa con circa 250 generi e quasi 7000 specie, ha il principale centro di differenziazione nel bacino del Mediterraneo e sono piante per lo più xerofile (in Brasile sono presenti anche specie arboree). Per la presenza di sostanze aromatiche, molte specie di questa famiglia sono usate in cucina come condimento, in profumeria, liquoreria e farmacia. Il genere Galeopsis si compone di qualche decina di specie, otto delle quali vivono in Italia e nell'ambito della famiglia sono descritte all'interno della sottofamiglia Lamioideae caratterizzata dallo stilo di tipo ginobasico e dal polline 3-colpato con 2 celle. Nelle classificazioni più vecchie la famiglia è chiamata Labiatae.
Il numero cromosomico di Galeopsis speciosa è: 2n = 16..

### Variabilità  e ibridi
Sul territorio italiano si possono trovare individui con variazioni di colore nella corolla: probabilmente si tratta di fenomeni di ibridazione con altre specie). Una variante riconosciuta da alcuni Autori come sottospecie in Italia è la subsp. sulphurea con corolla decisamente gialla che si trova sulle Alpi Marittime (in alcune classificazioni alternativamente viene considerata come sinonimo di Galeopsis pubescens).
Spesso questa specie si ibrida con la specie Galeopsis pubescens Besser per formare le specie allopoliploidi Galeopsis tetrahit L. e Galeopsis bifida Boenn..
La tabella seguente evidenzia alcune differenze morfologiche tra le varie specie:
| Specie       | Tipo di pubescenza nell'infiorescenza            | Lunghezza della corolla                  | Morfologia del labbro inferiore |
| ------------ | ------------------------------------------------ | ---------------------------------------- | ------------------------------- |
| G. tetrahit  | setole patenti o riflesse                        | 15 – 20 mm                               | intero e più o meno quadrato    |
| G. bifida    | peli ghiandolari gialli                          | 10 – 15 mm con chiazze gialle alle fauci | retuso, bilobo o bifido         |
| G. speciosa  | setole patenti e pubescenza appressata (in alto) | 20 – 35 mm                               | intero                          |
| G. pubescens | densa                                            | 20 – 25 mm                               | intero o appena bilobo          |

### Sinonimi
Questa entità ha avuto nel tempo diverse nomenclature. L'elenco seguente indica alcuni tra i sinonimi più frequenti:
- Galeopsis cannabina Roth
- Galeopsis crenifrons  Borbás
- Galeopsis flavescens  Borbás
- Galeopsis hispida  Borbás
- Galeopsis leiotricha  Borbás
- Galeopsis prostrata  Vill.
- Galeopsis pubescens  Griseb.
- Galeopsis speciosa subsp. sulphurea  (Jord.) Briq.
- Galeopsis subalpina  Schur
- Galeopsis sulphurea  Jord.
- Galeopsis unicolor  Fr.
- Galeopsis versicolor  Curtis
- Galeopsis versicolor var. sulphurea  (Jord.) Rchb.f.
- Tetrahit sulphureum  (Jord.) Fourr.

## Usi

### Farmacia
In certe zone è utilizzata come erba medicinale.

### Industria
Dalla pianta si può ricavare dell'olio.

## Altre notizie
La galeopside bella in altre lingue è chiamata nei seguenti modi:
- (DE)  Bunter Hohlzahn, Bunte Hanfnessel
- (FR)  Galéopsis splendide
- (EN)  Large-flowered Hemp-nettle